# 永田町発サタデートリビューン
永田町発サタデートリビューン（ながたちょうはつサタデートリビューン）とは、文化放送で2003年10月から2007年9月29日まで放送されていたラジオ番組。
メインパーソナリティは自民党衆議院議員の平沢勝栄だが、第1回早々に当時の衆議院が解散したため、第2回から数回番組を欠席（公職選挙法により、解散後、選挙の結果が出るまでは出演を辞退）し、角谷浩一（政治ジャーナリスト・ニュースキャスター）がピンチヒッターを担当した。アシスタントは元文化放送報道部記者で現在「寺島尚正 ラジオパンチ!」番組スタッフの山本カオリが初回から担当している。制作担当は清水克彦。

## 放送時間
- 2003年10月 - 2004年3月、2004年10月 - 2005年3月：土曜18:00 - 18:30
- 2004年4月 - 2004年9月：土曜17:15 - 17:30
- 2005年4月 - 2007年9月：土曜6:40 - 7:00

## 主なコーナー
- 今週のトリビューン - 気になる話題や先週土曜日〜今週金曜日までで起こった出来事をいくつかピックアップして、事件・事故から社会・世相を斬っていく。
- 勝栄一分勝負 - 平沢勝栄が気になっている話題について1分間で解説するコーナー。
- リスナーからのお便りコーナー - 番組を聴いているリスナーから平沢に知りたい事や聞きたい事を紹介するコーナー。番組開始当初は葉書での募集だった（現在はメールのみで受け付けている）。
- ワールドトリビューン（過去に30分で放送していた時のレギュラーコーナー） - 世界中で気になっている出来事（海外トピックス）や中継を結び祭りや行事の生レポートを伝えるコーナー。海外レポートも自前でまかなっていた。

## 備考
- 土曜夜時代（18:00-18:30）はパ・リーグのプレーオフ・日本シリーズ・プロ野球公式戦の開幕戦中継が入ると放送を休止していた。このため、3月の最終週の次の放送が4月のナイター編成後になることもあった。
- 番組収録はほぼ生放送に近い形式で収録されているが、平沢の仕事の都合上で文化放送のスタジオ（新宿区若葉→港区浜松町）以外での収録も過去たびたびあった（国会議事堂の文化放送ブースからの収録だったり、平沢勝栄選挙事務所のデスクからの収録など、平沢が病気療養の場合は病室からの収録もあった）。
- オープニングのタイトルコールジングルは文化放送の竹内靖夫アナウンサーが担当している。
- 平沢が選挙応援のため出演できないときは文化放送の報道部記者がピンチヒッターで出演する場合がある。なお2007年の参議院選挙の応援期間中はピンチヒッターとしてフリージャーナリストの二木啓孝が担当した（2007年7月21日・28日放送分）。

## スポンサー
- 番組のスポンサーはスタート当初〜しばらくはなく、2度目の土曜18:00放送になってからダイナシティと了徳寺学園がスポンサーとなり放送していた。2006年10月以降はダイナシティが降板し、了徳寺学園とレダで放送していたが、2007年4月以降はレダの一社提供となっている。

## 補足
- 最終回の放送分（2007年9月29日）で10月1日より月曜20:00 - 20:30枠で「永田町エクスプレス」という新番組にリニューアルした（引き続き平沢勝栄と山本カオリの2人で番組を進行する）。しかし、同番組は2008年3月24日の放送で最終回を迎えた。
- さらにその後継番組として2008年3月31日より同じ枠で「下町おやじ診療所」が放送されていた。こちらの出演者は平沢と夏目ナナに文化放送の太田英明アナウンサー。この番組も2009年9月28日で終了し、翌週の2009年10月5日よりさらに同じ枠で「下町おやじゼミナール」を開始した。こちらの出演者は平沢と文化放送の太田英明アナウンサーに現役女子大生または女子短大生数人による番組。内容は政治経済の出来事に関して平沢が講師として受講生の女子大生や女子短大生の講義を行っている。
- 土曜の6:40 - 7:00枠は2007年10月より「海江田万里のトクする朝」が開始されたが、2009年4月改編で「ドコモ団塊倶楽部」のレギュラー放送昇格に伴う「トウキョウジャンボ・ナイスオンサタデー」（「吉井歌奈子 ミュージックトリップ」の番組内フロートコーナーから土曜6:50 - 7:00へ放送時間変更）の放送時間繰り上げの影響と海江田の衆議院選挙出馬を受けて2009年4月4日をもって最終回となった。空き枠の6:40 - 6:50には「だって博多の女やもん」（福岡・KBCラジオ制作）が繰り下がって放送されている。